# Lenin Chávez El Chicherito
Lenin Mauricio Cumbajín Chávez (Quito, Pichincha, 9 de mayo 1990) es un cantante de tecnocumbia, y música popular; ecuatoriano, también conocido como Lenin Chávez el Chicherito
Nació el 9 de mayo de 1990 en San Blas, Quito, Pichincha, Ecuador. Aprendió a temprana edad a cantar y tocar la guitarra, e inició en el canto a través de concursos de aficionados a la edad de 11 años. 

### Carrera musical
Su carrera profesional da inicio en el año 2012, a su 22 años, cuando lanzó su primer disco con temas como Vuelve a Mí y Mentiras, con gran aceptación. 
En en año 2013 lanza su producción en género musical Yumbada, Borracho por Ti, Pensaras que soy un Tonto, Padres Quiero ser Feliz, con lo que logra posesionarse en el mercado musical, logrando alcanzar gran éxito en todas sus presentaciones en vivo, lográndose conocer con todo público como El Chicherito. 
En el año 2014 lanza su producción musical platinum, con lo que logra posesionarse con la canción Juguete de Nadie, teniendo gran aceptación en el público juvenil ecuatoriano.
En el año 2023 logra comparte escenarios, junto a grandes iconos de la música cumbiera como Rossy War.

### Carrera universitaria
Se graduó de la Universidad Tecnológica Israel, de la carrera Ingeniero en Administración y Marketing. 

### Deporte
Desde los 12 años edad practicó el deporte de karate do, obteniendo su cinturón negro primer dan y llegando a ser campeón nacional y provincial por varias ocasiones; en las disciplinas de kata y kumite.
1. ↑  «LENIN EL CHICHERITO». www.sarime.com. Consultado el 19 de agosto de 2025.
2. ↑  «El Chicherito: ¡Con la chicha no se metan!». Diario Extra (en spanish). Consultado el 19 de agosto de 2025.
3. ↑  «PressReader.com - Digital Newspaper & Magazine Subscriptions». www.pressreader.com. Consultado el 19 de agosto de 2025.
4. ↑  LMX, TICKETS. «ROSSY WAR & LATIN BROTHERS EN CHICAGO IL». ticketslmx.com. Consultado el 19 de agosto de 2025.
5. ↑  «CONCENTRACION DEPORTIVA DE PICHINCHA». deportespichincha.com. Consultado el 19 de agosto de 2025.